# Mount Burgess
Mount Burgess är ett berg i Kanada.   Det ligger i provinsen British Columbia, i den centrala delen av landet, 3 000 km väster om huvudstaden Ottawa. Toppen på Mount Burgess är 2 599 meter över havet, eller 440 meter över den omgivande terrängen. Bredden vid basen är 2,9 km.
Terrängen runt Mount Burgess är huvudsakligen bergig, men åt sydväst är den kuperad.Trakten runt Mount Burgess är nära nog obefolkad, med mindre än två invånare per kvadratkilometer.. 
I omgivningarna runt Mount Burgess växer i huvudsak barrskog.